# 卵形瘧原蟲
卵形瘧原蟲（Plasmodium ovale）是一種瘧原蟲，可引發卵形瘧，和另外兩種主要的瘧原蟲（惡性瘧原蟲和間日瘧原蟲）相比較為少見。一般在感染後12-20天內發作，但有潛伏4年的案例存在。每次發作間隔時間為48小時，與間日瘧相同。
1914年，卵形瘧原蟲由約翰·威廉·沃特森·史蒂芬斯首次描述，樣本來自1913年秋于印度伯傑默里一個病人身上提取的血液，現在主要見於撒哈拉以南非洲和太平洋以西的國家。
其下包含存在生殖隔离的兩個种群P. ovalecurtisi（也叫“经典型”，拟译：柯氏卵形瘧原蟲）、P. ovalewallikeri（也叫“变体型”，拟译：沃氏卵形瘧原蟲）。原本Sutherland等人2010年提出的名称是用于亚种的三名法，2024年Snounou等人改为用于种的二名法。2024年提出的名称中，P. ovalecurtisi可能有一个会最终被视为P. ovale的次异名。两者临床指标有统计学上显著的差异。

## 外部連接
- Malaria（页面存档备份，存于） - TDR: For research on diseases of poverty